# 国际农业发展基金
国际农业发展基金（英語： (IFAD)；法語： (FIDA)）是致力于消除发展中国家乡村地区中饥饿与贫困的国际金融机构兼联合国专门机构。农发基金是仅有的将农村经济和粮食安全作为唯一关注点的多边发展组织。
农发基金的总部设立在意大利罗马，在近100个地区中参与了超过200个项目的运作。基金用于为下列项目赞助拨款：优化土地与水资源配置的倡议、农村基础设施的开发、培训农民使用高效技术的培训课程、增强面对气候变化的韧性、提高市场流通性等。
基金有180个成员国，并与石油输出国组织（欧佩克）以及经济合作与发展组织（经合组织）密切合作。自其1977年成立以来，基金会已经发放了224亿美元的贷款和补助，同时协调了国内国际上的310亿美元的共筹资金。

## 历史
国际农业发展基金是在1977年12月30日由联合国大会32/107号决议设立的国际金融机构，系世界糧食會議的成果之一。农发基金的总部设立在意大利罗马，是联合国可持续发展集团的成员组织。

## 领导人
国际农业发展基金迄今已历任七任总裁。现任总裁是来自西班牙的阿尔瓦罗·拉里奥（Alvaro Lario），他于2022年10月当选第七任总裁，任期四年。
| 总裁                                    | 国籍         | 任期        |
| --------------------------------------- | ------------ | ----------- |
| 阿尔苏德里（Abdelmuhsin M. Al-Sudeary） | 沙烏地阿拉伯 | 1977 – 1984 |
| 伊德里斯·贾扎伊里（Idriss Jazairy）     | 阿尔及利亚   | 1984 – 1993 |
| 阿尔苏丹（Fawzi Al-Sultan）             | 科威特       | 1993 – 2001 |
| 伦纳特·博格（Lennart Båge）             | 瑞典         | 2001 – 2009 |
| 肯纳尤·内旺泽（Kanayo F. Nwanze）       | 奈及利亞     | 2009 – 2017 |
| 吉尔伯特·洪博（Gilbert Houngbo）        | 多哥         | 2017 – 2022 |
| 阿尔瓦罗·拉里奥（Alvaro Lario）         | 西班牙       | 2022 - 2026 |

## 成员国
截至2024年12月，国际农业发展基金共有180个成员国，除立陶宛外按世界银行收入统计情况分为A、B、C三组列表，其中C组又按大洲分为C1、C2和C3组。

### 组A（28国）
对该基金积极投资的高收入经济体，按照经合组织定义，这些国家均不符合该基金的融资资格，也不适用政府开发援助，这些国家在提供全球农业开发倡议资金上发挥决定性作用。
- 奥地利
- 比利时
- 加拿大
- 賽普勒斯
- 丹麦
- 爱沙尼亚
- 芬兰
- 法國
- 德国
- 希腊
- 匈牙利
- 冰島
- 愛爾蘭
- 以色列
- 義大利
- 日本
- 盧森堡
- 荷蘭
- 新西兰
- 挪威
- 波蘭
- 葡萄牙
- 俄羅斯
- 西班牙
- 瑞典
- 瑞士
- 英国
- 美国

### 组B（12国）
同样为该基金投资的欧佩克成员国，它们都有相当高的石油储量，可获得部分农业开发倡议援助。
- 阿尔及利亚
- 加彭
- 印度尼西亞
- 伊朗
- 伊拉克
- 科威特
- 利比亞
- 奈及利亞
- 沙烏地阿拉伯
- 阿联酋
- 委內瑞拉

### 组C（139国）
适用该基金金融和服务援助的发展中国家，很多国家也在为该基金投资。

#### 组C1：非洲国家（50国）
- 安哥拉
- 布吉納法索
- 喀麦隆
- 中非
- 刚果共和国
- 刚果民主共和国
- 埃及
- 赤道几内亚
- 衣索比亞
- 几内亚
- 賴索托
- 利比里亚
- 马达加斯加
- 马拉维
- 毛里塔尼亚
- 模里西斯
- 摩洛哥
- 莫桑比克
- 纳米比亚
- 尼日尔
- 卢旺达
- 聖多美和普林西比
- 塞内加尔
- 塞舌尔
- 南非
- 南蘇丹
- 苏丹
- 多哥
- 突尼西亞
- 乌干达
- 坦桑尼亚
- 尚比亞
- 辛巴威

#### 组C2：欧洲、亚洲和大洋洲国家（57国）
- 阿富汗
- 阿尔巴尼亚
- 亞美尼亞
- 不丹
- 柬埔寨
- 中國
- 庫克群島
- 斐济
- 印度
- 约旦
- 基里巴斯
- 黎巴嫩
- 马来西亚
- 馬爾地夫
- 馬爾他
- 马绍尔群岛
- 密克羅尼西亞聯邦
- 蒙古国
- 蒙特內哥羅
- 緬甸
- 瑙鲁
- 尼泊尔
- 纽埃
- 北馬其頓
- 阿曼
- 巴基斯坦
- 帛琉
- 菲律賓
- 摩尔多瓦
- 羅馬尼亞
- 萨摩亚
- 塞爾維亞
- 所罗门群岛
- 斯里蘭卡
- 叙利亚
- 泰國
- 东帝汶
- 土耳其
- 乌克兰
- 越南
- 葉門

#### 组C3：拉美和加勒比国家（32国）
- 安地卡及巴布達
- 阿根廷
- 巴哈马
- 玻利维亚
- 巴西
- 智利
- 哥伦比亚
- 古巴
- 多米尼克
- 薩爾瓦多
- 格瑞那達
- 海地
- 牙买加
- 墨西哥
- 尼加拉瓜
- 巴拿马
- 巴拉圭
- 秘魯
- 圣基茨和尼维斯
- 圣卢西亚
- 苏里南
- 千里達及托巴哥
- 乌拉圭

### 正在确立分组情况的成员国
- 立陶宛

此外有指梵蒂冈（以圣座名义）、马耳他骑士团及部分受邀的联合国专门机构、跨政府组织和非政府组织作为该基金的观察员。